# Sichttiefe
Die Sichttiefe, auch Secchitiefe nach dem Erfinder der Messmethode Angelo Secchi, bezeichnet in der Limnologie diejenige Tiefe, in der eine Secchi-Scheibe gerade eben aus der Sicht verschwindet. Die im Jahr 1865 erfundene Methode wird auch immer noch eingesetzt und ermöglicht Langzeitvergleiche der Sichttiefe über mehr als 100 Jahre. Für optisch sehr dichte Gewässer gibt es auch ein Messgerät mit einer Sichtröhre, an deren Boden ein beleuchtetes Kreuz seine Erkennbarkeit mit zunehmendem Füllstand verliert.
Die Sichttiefe dient u. a. zur Abschätzung der Tiefe der Euphotischen Zone. Die Euphotische Zone ist die Tiefenzone, in der Photosynthese stattfindet. Man rechnet nach limnologischer Übereinkunft mit dem 2½-fachen der Secchitiefe als Tiefe der Euphotischen Zone und nimmt in grober Schätzung an, dass dort nur mehr 1 % der Lichtintensität des Oberflächenniveaus vorherrscht.
Tatsächlich hängt die Sichttiefe nicht nur mit der Absorption des Lichtes zusammen, sondern sehr stark auch mit der Streuung an Trübstoffen. So kann während der sommerlichen Kalkfällung (milchige Trübung in Seen mit hartem Wasser) die Sichttiefe drastisch abnehmen, obwohl eine photometrische Helligkeitsmessung kaum eine Einbuße entsprechenden Ausmaßes in der Tiefe ergibt. Umgekehrt kann in klaren Moorwässern die Secchischeibe noch fast bis zur Tiefe der Euphotischen Zone sichtbar sein.

## Messwerte
Im amtlichen Seenbericht zu den Kärntner Seen vom 5. Juli 2018 wird der Weißensee mit besonders hohen Werten von bis zu 12,3 m Sichttiefe genannt.